# Emory-S.-Land-Klasse
Die Emory-S.-Land-Klasse ist eine Klasse von drei U-Boot-Tendern der United States Navy, die seit 1979 in Dienst steht.

## Geschichte
Die Emory-S.-Land-Klasse ist eine leichte Abwandlung der vorhergehenden L.-Y.-Spear-Klasse. Die USS Emory S. Land wurde als erstes Schiff der Klasse zusammen mit dem zweiten 1974 in Auftrag gegeben, die letzte Einheit dann 1977. Ein ursprünglich geplantes viertes Schiff der Klasse wurde nicht gebaut. Planungswerft war die Norfolk Naval Shipyard, gebaut wurden alle drei Tender von der Lockheed Shipbuilding and Construction Company. Die Kosten lagen um 130 Millionen US-Dollar pro Schiff aus den Etats 1972 und 1973 für die ersten beiden Einheiten. Die vierte Einheit hätte 1977 bereits 260 Millionen Dollar gekostet.
Die Schiffe wurden zwischen 1979 und 1981 in Dienst gestellt. 1999 wurde das erste der drei Schiffe, AS-41, außer Dienst gestellt. 2007 wurde AS-39 aus dem Mittelmeer abgezogen und an der US-Pazifikküste stationiert, AS-40 liegt in Apra Harbor, Guam.

## Einheiten
| Name                      | Bauwerft                                                    | Kiellegung      | Stapellauf       | Indienststellung | Außerdienststellung |
| ------------------------- | ----------------------------------------------------------- | --------------- | ---------------- | ---------------- | ------------------- |
| USS Emory S. Land (AS-39) | Lockheed Shipbuilding and Construction Company, Puget Sound | 2. März 1976    | 4. Mai 1977      | 7. Juli 1979     |                     |
| USS Frank Cable (AS-40)   | Lockheed Shipbuilding and Construction Company, Puget Sound | 2. März 1976    | 14. Januar 1978  | 29. Oktober 1979 |                     |
| USS McKee (AS-41)         | Lockheed Shipbuilding and Construction Company, Puget Sound | 14. Januar 1978 | 16. Februar 1980 | 15. August 1981  | 16. Juli 1999       |

## Technik
Die Schiffe der Klasse sind 197,8 Meter lang und 25,9 Meter breit. Sie verdrängen rund 23.000 Tonnen. Sie wurden speziell dafür geplant, die U-Boote der Los-Angeles-Klasse versorgen zu können. Jeder Tender kann gleichzeitig vier U-Boote längsseits nehmen und mit Nahrung und Waffen versorgen. Dafür besitzen die Schiffe drei Kräne, über einen Ausleger kann in ruhigem Hafenwasser auch ein drittes Boot an jeder Seite versorgt werden. Im Rumpf besitzen die Schiffe 13 Decks.
Der Antrieb besteht aus zwei Kesseln mit angeschlossener Getriebeturbine, die zusammen auf einen Propeller wirken. Die Leistung des Systems beträgt 20.000 Wellen-PS, die Tender können Geschwindigkeiten von rund 20 Knoten erreichen.
Die Bewaffnung beschränkt sich auf 20- und 40-mm-Flugabwehrgeschütze, als Radar ist ein AN/SPS-55 von Raytheon an Bord.